# Kodai Nagata
Kodai Nagata (japanisch 永田 倖大 Nagata Kodai; * 8. September 2002 in der Präfektur Miyazaki) ist ein japanischer Fußballspieler.

## Karriere
Kodai Nagata erlernte das Fußballspielen in der Jugend von Sagan Tosu sowie in der Universitätsmannschaft der Meiji-Universität. Seinen ersten Profivertrag unterschrieb er am 1. Februar 2025 bei Kyōto Sanga. Der Verein aus Kyōto spielt in der ersten japanischen Liga, der J1 League. Sein Erstligadebüt gab Nagata am 29. März 2025 (7. Spieltag) im Heimspiel gegen Sanfrecce Hiroshima. Bei dem 1:0-Heimerfolg wurde er in der 86. Minute für Taiki Hirato eingewechselt.